# Chiloé
Chiloé (Huilliche: „Möweninsel“, spanisch Isla Grande de Chiloé, deutsch „große Insel von Chiloé“) ist eine chilenische Insel. Sie ist nach der Feuerland-Hauptinsel, die zur Hälfte zu Argentinien gehört, die zweitgrößte Insel des Landes. Die Hauptinsel des Chiloé-Archipels gehört zur Región de los Lagos und bildet dort mit mehreren vorgelagerten Inseln die Provinz Chiloé.

## Geografie
Die Insel wird durch den zwei Kilometer breiten Kanal von Chacao im Norden, den 50 km breiten Golf von Ancud im Osten und vom Golf von Corcovado im Südosten vom Festland getrennt.
- Länge: 180 km (von Nord nach Süd)
- Breite: 50 km
- Fläche: 8394 km²
- Einwohner: ca. 150.000

Die Küste Chiloés ist an der Ost- und Westseite gleichmäßig hoch und steil. Im Osten ist sie reich an Vorsprüngen und natürlichen Häfen, im Westen dagegen relativ einförmig und ungegliedert. Die Hügelkette Cordillera de Piuchué im Inselinneren erreicht bis zu 866 m Höhe.
Die Bewohner von Chiloé werden als Chiloten bezeichnet, von denen viele von dem Volk der Huilliche abstammen.

## Wichtigste Städte
- Castro (41.452 Einwohner)
- Ancud (27.292 Einwohner)
- Quellón (13.656 Einwohner)
- Chonchi (4.588 Einwohner)
- Dalcahue (4.933 Einwohner)
- Achao (3.452 Einwohner)
- Queilén (1.912 Einwohner)

## Klima
Das Klima ist mild, aber außerordentlich feucht; Regen ist überaus häufig (bei Ancud fallen jährlich 2035 mm), namentlich im Westteil der Insel. Die hohe Feuchtigkeit erklärt die starke Entwicklung der Vegetation, die der fruchtbare Boden noch befördert.

## Geschichte
Die Insel gilt neben Peru als eine der möglichen Urheimaten der Kartoffel. Noch heute werden dort ca. zweihundert Kartoffelsorten angebaut (z. B. die Sorte Michune Azul), die sich in Form, Farbe und Geschmack von den in Europa bekannten unterscheiden. Vor der Kolonialisierung betrieben die auf Chiloé lebenden Huilliche einen „reichen Wirtschaftskreislauf, der auf nicht-monetären Tauschformen und kollektiver Arbeit beruhte“ (Minga).
Im Jahre 1540 erkundete Alonso de Camargo die Küstenlinien der Insel vom Schiff aus. Erstmals von einem Europäer betreten wurde die Insel am 8. November 1553 von Francisco de Ulloa. 1559 betrat Juan Fernández Ladrillero die Insel und nahm Kontakt zu Einheimischen auf. Francisco de Villagra erforschte 1563 die Insel Quinchao vor Abtao. Die Hauptstadt Castro an der Ostküste wurde am 12. Februar 1567 durch den spanischen Kapitän Martín Ruiz de Gamboa gegründet. Nach der Niederlage gegen die Mapuche in der Schlacht von Curalaba 1598 verloren die Spanier in Chile fast das gesamte Gebiet südlich des Bío-Bío-Flusses. Chiloé wurde dadurch ein isolierter Außenposten des spanischen Imperiums. Im Jahre 1608 erreichten die ersten Jesuiten die Insel und errichteten 1612 die erste Kirche. 1628 besuchte Vázquez de Espinosa die Insel und berichtete von Getreide- und Bohnenanbau der Huilliche. 1643 wurde die Insel von einer Flotte unter Hendrik Brouwer überfallen, die das Ziel hatte, eine dauerhafte niederländische Kolonie in Chile zu errichten.
Im Jahr 1767 wurde Chiloé auf Betreiben des Vizekönigs Manuel d’Amat i de Junyent aus dem Generalkapitanat Chile herausgelöst und direkt dem Vizekönigreich Peru unterstellt.
Im Jahre 1788 wurde die Hauptstadt nach Ancud verlegt, worauf Chacao verfiel. 1814 zogen die spanischen Royalisten mit vielen Soldaten aus Chiloé in die Schlacht von Rancagua. Im Januar 1826 eroberten chilenische Truppen die Stadt Ancud, die von den Spaniern unter Coronel Antonio de Quintanilla verteidigt wurde. Im Vertrag von Tantauco fiel Chiloé an Chile. Jose Santiago Aldunate wurde der neue Gouverneur von Chiloé. Am 7. Februar 1866 kam es im Spanisch-Südamerikanischen Krieg zum Seegefecht bei Abtao nördlich der Insel Chiloé. Bei dem zweistündigen Gefecht gab es allerdings auf beiden Seiten keinen nennenswerten Treffer.
Im Jahre 1882 zählte die Insel 73.041 Einwohner, zum größten Teil indigene Huilliches. Sie waren schon lange von den Spaniern unterworfen und zum Christentum missioniert worden. Im Jahre 1912 wurde die Eisenbahnstrecke von Ancud nach Castro errichtet, um das Innere der Insel besser zu erschließen.
Am 22. Mai 1960 wurden viele Städte auf Chiloé von einem sehr schweren Erdbeben der Stärke 9,5 auf der Momenten-Magnituden-Skala stark zerstört.

## Wirtschaft
Die Inselbewohner leben hauptsächlich vom Tourismus, dem Fischfang, der Lachszucht und der Landwirtschaft.

## Verkehr
Die Ferrocarril de Chiloé war eine 1912–1960 betriebene Schmalspurbahn zwischen den Städten Castro und Ancud mit einer für den Güterverkehr genutzten Abzweigung zum Pier von Lechagua.
Die Puente de Chacao soll Chiloé bei Chacao mit dem Festland verbinden und bis 2025 fertiggestellt werden. Mit einer Länge von 2,75 km soll sie eine der größten Hängebrücken Südamerikas sein.

## Kultur
Chiloé ist bekannt durch die Mythologie, die dort noch von den Huilliches abstammt und trotz starkem Katholizismus auf der Insel nicht verdrängt wurde. Bekannteste Sagengestalten sind der Trauco und das Caleuche, ein Geisterschiff, das als ein schönes Segelschiff mit den Klängen einer Feier an Bord erscheint, aber schnell wieder verschwindet oder sich durch Untertauchen versteckt.

## Tourismus

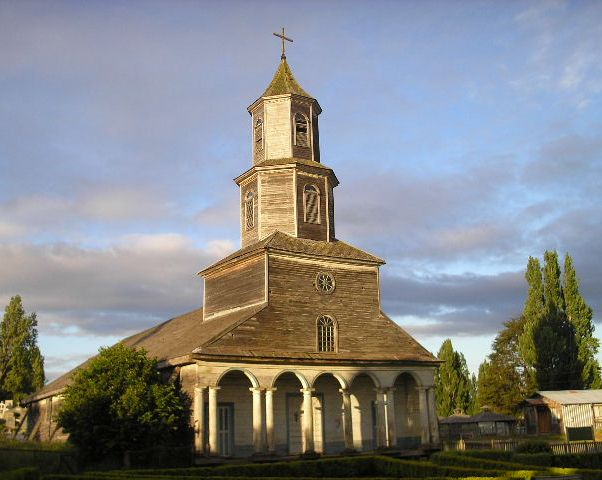
Holzkirche Nuestra Señora de Gracias de Nercón

Ein Teil der typischen Holzkirchen der Insel und auf benachbarten, kleineren Inseln wurde 2000 in das UNESCO-Weltkulturerbe Kirchen von Chiloé aufgenommen. Von diesen Kirchen liegen auf der Hauptinsel:
- Gemeinde Castro: Castro, Rilán, Nercón
- Gemeinde Chonchi: Chonchi und Vilupuili
- Gemeinde Quemchi: Colo
- Gemeinde Dalcahue: Dalcahue, Tenaún und San Juan

Der Nationalpark Chiloé liegt im Westen der Insel.
Das private Naturschutzgebiet Parque Tantauco, das dem Unternehmer und ehemaligen chilenischen Präsidenten Sebastián Piñera gehört, liegt im Süden der Insel.
2007 hat das amerikanische Magazin National Geographic Traveller mit Hilfe einer Jury aus Fachleuten (Geographen, Tourismusforscher etc.) ein Ranking von 111 Inselparadiesen erstellt. Chiloé erreichte dabei den dritten Platz.

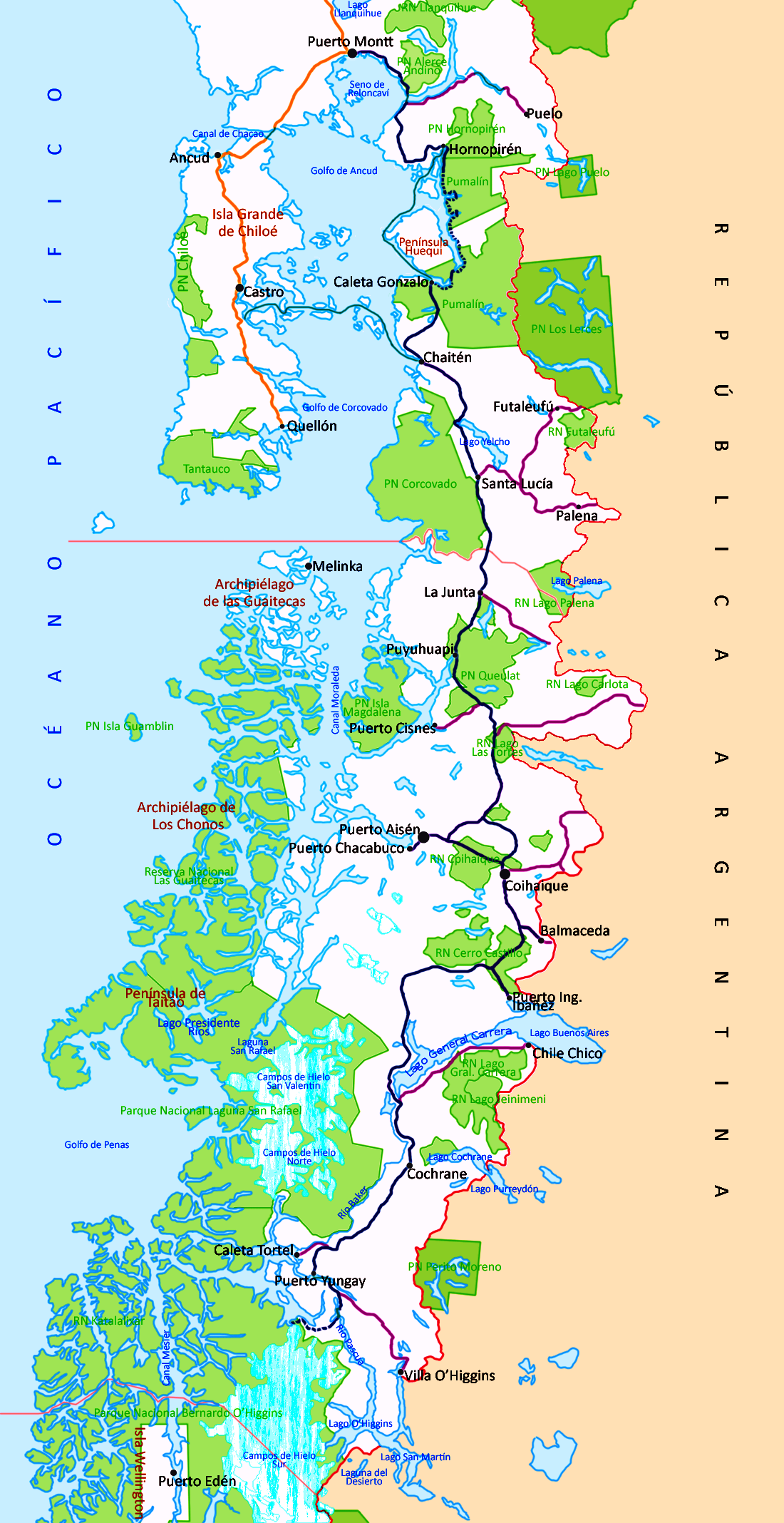
Lage des Nationalparks Chiloé und der Parque Tantauco auf der Insel Chiloé links oben auf der Karte